# Élincourt-Sainte-Marguerite
Élincourt-Sainte-Marguerite är en kommun i departementet Oise i regionen Hauts-de-France i norra Frankrike. Kommunen ligger i kantonen Lassigny som tillhör arrondissementet Compiègne. År 2022 hade Élincourt-Sainte-Marguerite 918 invånare.

## Befolkningsutveckling
Antalet invånare i kommunen Élincourt-Sainte-Marguerite
| Referens: INSEE |